# Cámara intraoral
Las cámaras intraorales (en inglés IntraOral Camera (IOC)) es un dispositivo óptico de uso odontológico, que permite tomar fotografía o videos de la cavidad oral. Las imágenes son transmitidas a medios externos (pantallas) que facilitan el diagnóstico de los pacientes.
Si bien las imágenes intraorales no son consideradas autosuficientes para el diagnóstico, gracias a la posibilidad de obtener aumentos del orden de 40 a 60 veces el tamaño de la imagen original, se consideran una ayuda para mejorar el diagnóstico, complementando técnicas como las radiografías.
Se ha encontrado que su uso facilita la relación con el paciente: facilitan la explicación de las intervenciones que se realizan, permitiendo la interacción y obteniendo opiniones del tratamiento.

## Historia
Alexander S. Wolcott, productor de elementos de odontología de Nueva York ideó y patentó la primera cámara fotográfica que aplicaba los daguerrotipos a la odontología. De esta forma fue posible por primera vez llevar registros de imágenes de tratamientos odontológicos contrastando el antes y el después, como lo realizó por ejemplo Thompson y Ide en la primera revista odontológica del mundo American Journal of Dental Science. Estas fotos eran del tipo extraoral.
Las primeras fotografías intraorales fueron echas con aparatos análogos hacia finales del siglo XX. Fuji Optical Systems registró la primera marca comercial de cámara intraoral el 7 de julio de 1987 y la puso en el mercado el mismo año.
Con el advenimiento de las cámaras digitales, se extendió la tecnología también a cámaras intraorales, permitiendo la visión simultánea en monitores y la historización de las imágenes tomadas.

## Características
El estándar de la forma de las cámaras intraorales es en forma de cepillo de dientes, son ligeras, compactas y fácil mente maniobrables en la boca de los pacientes.
En el mercado hay opciones de las cámaras con las siguientes características:
|  |  |

- Wireless o conectadas a cables de formatos de video.
- Versiones ligeras ((considerando como ligero 110 g).
- Iluminación LED.
- Mecanismos de ajuste de la foto fijos o variables.
- Zum de hasta 100x.
- Ángulo de toma de 0° a 90°.
- Conexión de imagen a 45°.
- Conexión con elementos periodontales para la toma de medidas.
- Conexión para examen de dientes particulares.
- Disparo desde la cámara o desde interruptores externos.
- Grabación de las imágenes en memoria.
- Softwares dedicados para la elaboración de imágenes.

## Imágenes de ejemplo
|  |  |  |